# Taureau dans l'Égypte antique

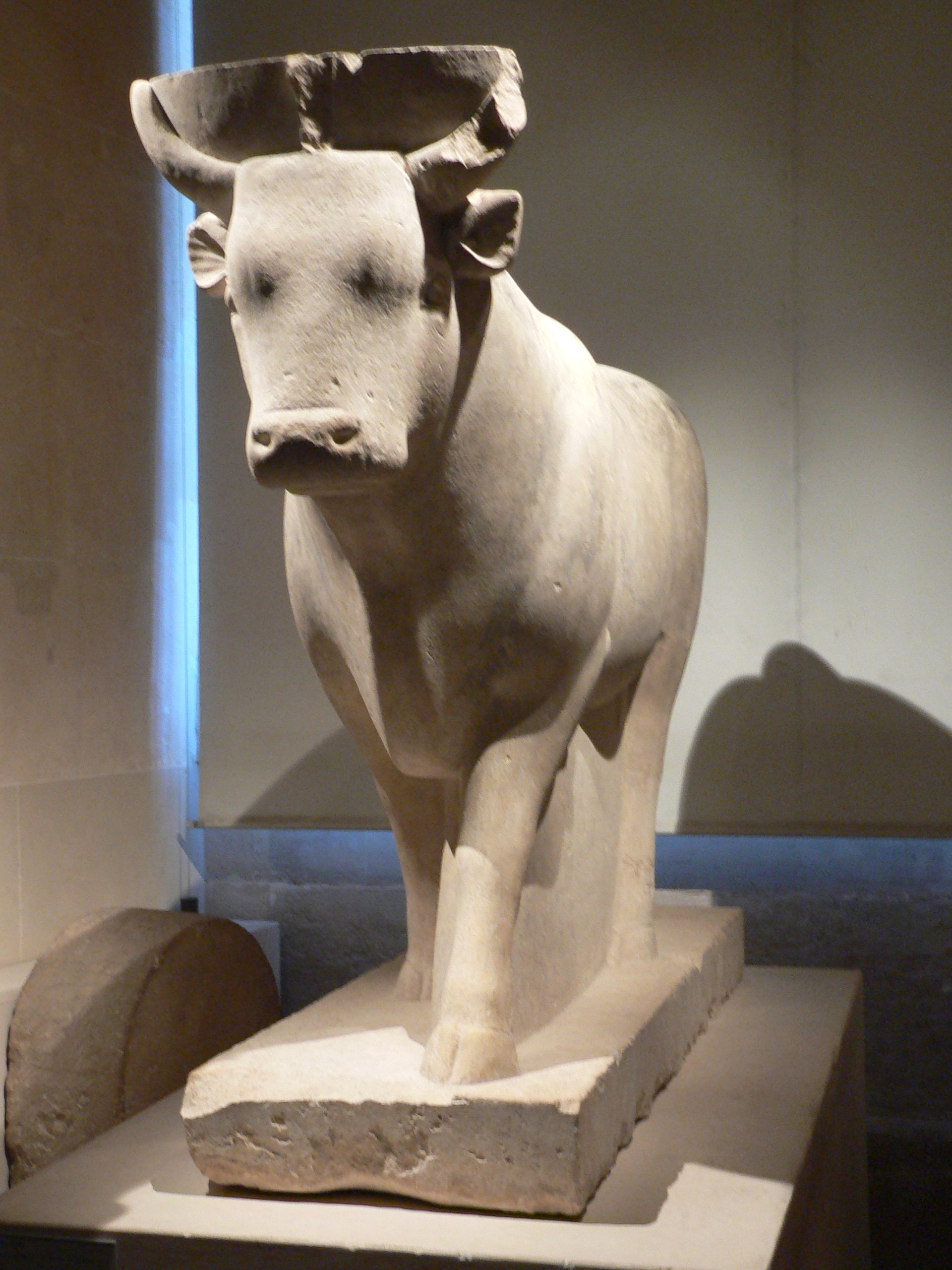
Taureau Apis

Dans l'Égypte antique, le taureau est l'animal sacré par excellence. Symbole de force physique, de fertilité et de puissance sexuelle, on trouve des traces de sa vénération sur les gravures rupestres préhistoriques.
La queue de taureau était l'un des attributs du pharaon ; trophée attaché à la ceinture du roi, il lui offrait la puissance de l'animal sacré.

## Races bovines d'Égypte antique

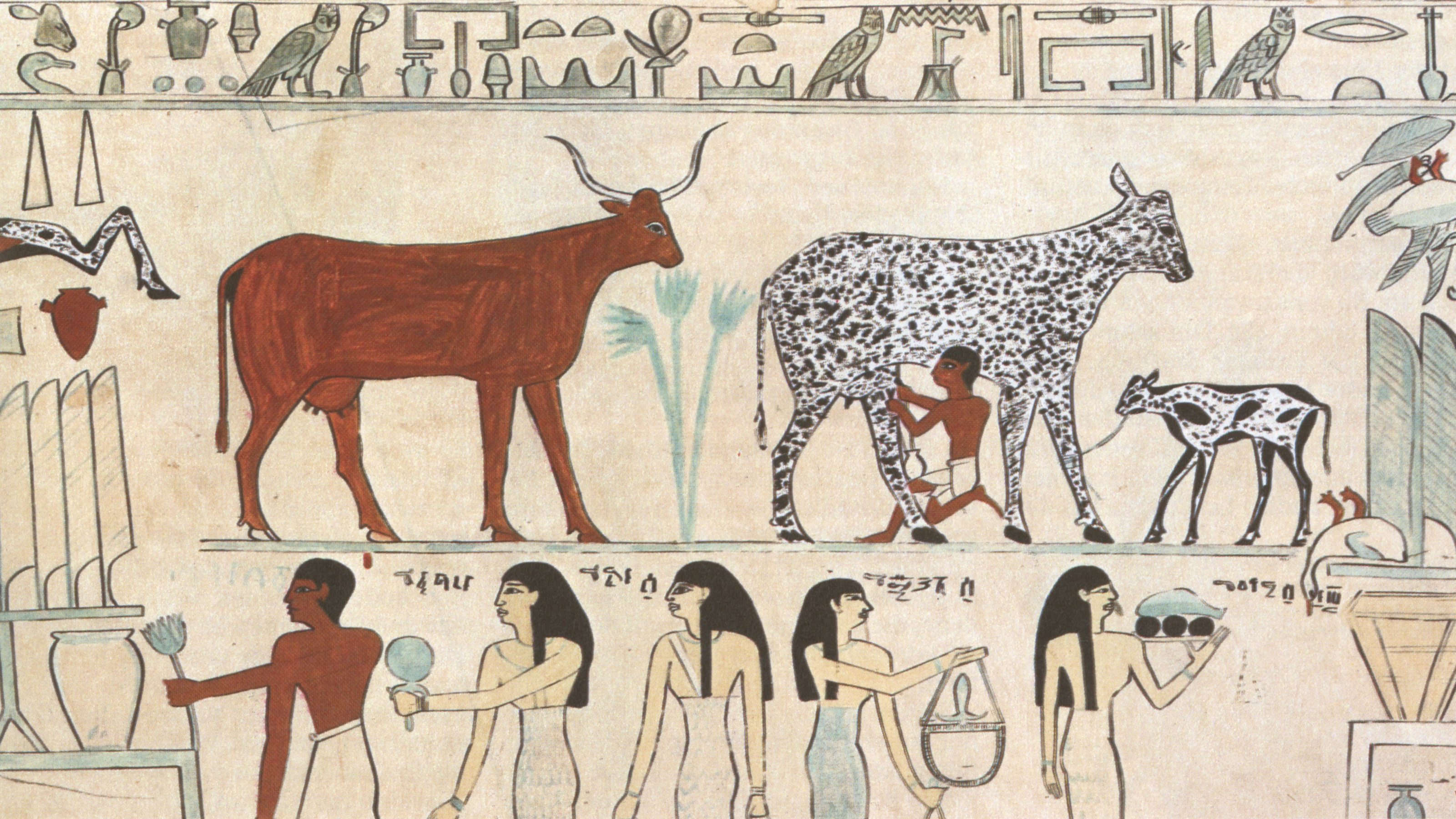
Vache Negou (à gauche) et vache sans cornes (à droite).

Il est dénombré en Égypte ancienne quatre races bovines principales issu de la domestication de l'auroch (Bos primigenius) vers 4800 avant notre aire dans le Fayoum et le désert Libyque. Les taureaux mesuraient de 135 à 150 cm au garrot tandis que les vaches de 120 à 140 cm. Aussi, grâce à leurs muqueuses claires les robes de ces bovins étaient très variées comme : « sauvage », unie (noire, rouge, beige ou blanche), pie noire, pie rouge, blanche tachetée de noir ou de brun, noire tachetée de blanc, tricolore ou encore bringée… Ces races sont :
- Le type Negou caractérisé par ses longues cornes en lyre ou en croissant, sa hauteur sur pattes son gabarit fin et sec, son encolure courte et son museau large. Il était le plus répandu d'Égypte et certains individu étaient engraissé, devenant alors des bovins ioua.
- Le type Oundou caractérisé par sa plus petite taille que le Negou et par ses petites cornes rectilignes. Probablement importé de Syrie il ne fut représenté couramment dans l'art égyptien qu’après la XVe dynastie et la domination Hyksôs.
- Le type sans cornes caractérisé par son absence de corne dont on ne sait s'il était héréditaire ou du a une opération d'écornage. Il était le moins répandu d'Égypte mais le plus aimé de toutes les époques. Il semblerait que cette race avait davantage vocation à une fonction laitière que les autres.
- Le type à bosse caractérisé par sa bosse cervico-thoracique. Peut représenté il était associé aux peuples étrangers qui l'aurait introduit sous la XVIIIe dynastie. Il serait ainsi issu du zébus indiens (Bos indicus) ou bien d’une race bovine autochtone (Bos taurus).

## Incarnations terrestres de taureaux sacrés
Dans l'Antiquité égyptienne, il existait plusieurs taureaux vivants considérés comme sacrés. Ils étaient l'incarnation de la puissance divine sur terre (le ba). Pour chaque dieu qu'ils incarnaient, un seul taureau était vénéré à la fois. À sa mort, la croyance voulait qu'il se réincarne dans un autre taureau que les prêtres étaient chargés de retrouver grâce à des signes spécifiques. Les trois principaux taureaux sacrés, dont la notoriété dépasse largement leur lieu d'origine, sont Boukhis associé à Montou dans la ville d'Ermant, Mnévis associé à Rê dans la ville d'Héliopolis et surtout Apis associé à Ptah dans la ville de Memphis, dont Sarapis sera un avatar plus tardif.

### Boukhis
Le taureau Boukhis est un taureau sauvage, émanation tardive de Montou à Ermant. On a retrouvé la nécropole des Boukhis, le Bucheum, en périphérie de cette ville. Les critères de choix de l’animal semblent assez proches de ceux de l’Apis.

### Mnévis
Manéthon affirme qu'il y a eu des taureaux Mnévis dès la IIe dynastie mais aucune preuve archéologique n'a été retrouvée. Dans les textes des pyramides il est simplement nommé le taureau d'Héliopolis. Dans les textes des sarcophages, au Moyen Empire, apparaît le nom de « nem our » qui devint plus tard « Mer our » puis « Our mer », Mnévis étant la dernière appellation aux époques ptolémaïque et romaine.
Ses caractéristiques physiques et anatomiques nous sont bien connues grâce aux descriptions des auteurs grecs : il s'agit d'un taureau noir au pelage hirsute avec une bosse sur la nuque ; il porte le disque solaire entre les cornes. À l'époque ptolémaïque il a souvent un corps d'homme à tête de taureau portant un disque solaire surmonté de plumes d'autruches.

### Apis
Le taureau Apis est la manifestation vivante du dieu Ptah à Memphis.
Apis est mentionné dès les débuts de l'Ancien Empire. L'appellation de taureau victorieux attribuée au pharaon perdure pendant toute l'histoire de l'Égypte antique. Lors des cérémonies du couronnement et lors de la fête-Sed, le roi effectue une course qui rappelle celle du taureau Apis. 
L'animal était choisi selon des critères très précis concernant à la fois sa couleur noire, la présence de certaines marques (dont un triangle blanc sur le front) et le moment de naissance. Après sa mort, Apis avait droit à une momification identique à celle des pharaons ainsi qu'à un sarcophage.
Le principal Sérapéum, nécropole des Apis, a été retrouvée en 1851 par Auguste Mariette sur le plateau nord de Saqqarah. Il y en a eu d'autres, notamment à Alexandrie.

## Dieux associés au taureau
- Apis
- Boukhis
- Kemour
- Khanoutef
- Mnévis
- Tjaïsepef (Tjaïpesef)